# Parco dell'Orecchiella
Il parco dell'Orecchiella è un'area di 5218 ettari situata in alta Garfagnana, in provincia di Lucca, sulla punta nord-occidentale della Toscana (tra i comuni di Piazza al Serchio, San Romano in Garfagnana, Sillano Giuncugnano, Villa Collemandina e Castiglione di Garfagnana).
Dal punto di vista formale non si tratta di un vero parco poiché è sorto senza una legge istitutiva tuttavia, fin dagli albori del "parco", le persone che hanno frequentato quest'area di alto valore naturalistico e paesaggistico l'hanno chiamata parco dell'Orecchiella. Questa anomala nascita è anche da ricercarsi nel fatto che al tempo della creazione del parco (primi anni 60' del 900') si riteneva che un parco nato per Decreto Legge, per una volontà esterna, sarebbe stato mal accettato o non accettato dalla popolazione locale che spesso vedeva nella realizzazione di questo tipo di Enti un ostacolo per le attività economiche.
Ad ogni modo, negli anni successivi alla nascita, oltre alla creazione di un centro visitatori e di altre strutture ricettive, furono istituite tre Riserve Naturali Statali  (Pania di Corfino, Lamarossa, Orecchiella) per tutelare maggiormente il territorio, oggi queste riserve ricadono all'interno del Parco nazionale dell'Appennino Tosco-Emiliano e sono gestite dal Reparto Carabinieri Biodiversità di Lucca.

## Storia
Conclusa la prima guerra mondiale, le condizioni socio-economiche dell'alto Appennino Lucchese erano critiche. La crisi dell'agricoltura, in particolare nelle zone più marginali, fu un fattore fondamentale che portò ad un impoverimento generale con due conseguenze rilevanti: un profondo spopolamento e il degrado del territorio. In quel periodo infatti il territorio subì un abuso delle risorse naturali. In particolare i ripetuti e troppo abbondanti tagli alla vegetazione e gli eccessivi pascoli animali portarono al degradamento del terreno, quindi a continui smottamenti e frane. Per questo motivo, nel 1927, il Distretto Forestale di Lucca presentò un progetto per la ricostruzione e la difesa del suolo.
Nel 1936 iniziarono i primi rimboschimenti che a partire dagli anni cinquanta interessarono tutto il territorio. Da quel momento l'attività del Corpo forestale dello Stato è stata continua sino al 2016, anno in cui è stato abolito ed assorbito all'interno dei Carabinieri Forestali. I punti di base di questa ricostruzione furono in particolare il risanamento del dissesto idro-geologico, il miglioramento delle attività agricole e dell'allevamento, il ripopolamento della fauna, il controllo dell'ambiente e lo sviluppo turistico. L'attuazione di questi punti fondamentali ha permesso la rinascita di questi luoghi in passato deturpati dall'uomo.
Il parco naturale dell'Orecchiella nacque nel 1960 senza una vera e propria legge istitutiva. Fu creato dall'Amministrazione forestale dello Stato, poi affiancata dalla Regione Toscana, dalla Provincia di Lucca e dall'allora Comunità montana della Garfagnana, appositamente per preservare questi territori e per favorire lo sviluppo economico dell'area per contrastare lo spopolamento della montagna, inoltre fu progettato fin da principio in modo tale che il suo sviluppo non interferisse con i residenti presenti nella zona. I confini del parco evitano quindi numerosi nuclei abitati che attualmente lo circondano. Uniche eccezioni sono, ormai quasi disabitati, i piccoli villaggi di pastori di: Campaiana, Salera, Capanne di Vibbiana e Capanne di Caprignana.
L'istituzione di tre riserve naturali, Pania di Corfino (istituita nel 1971), Lamarossa (istituita nel 1977) e Orecchiella (istituita nel 1980), ha contribuito al progetto di salvaguardia del territorio.

## Territorio
Esteso su 52 km² di superficie, i confini del parco seguono il crinale appenninico dal Monte Castellino (1948m) fino al Monte Le Forbici (1815m) passando per il Monte Prado (2054m), il Monte Vecchio (1986m) ed il Monte Cella (1944m).  A nord-ovest, dal Monte Castellino i confini scendono all'Alpe di Sargiana e da qui alla confluenza del Fiume a Corte con il Serchio di Soraggio seguendolo fino alla base del Monte La Ripa (1310m). A sud-est, dal Monte Le Forbici i confini scendono a Foce di Terrarossa e da qui fino al ponte Vergai (650m) per poi risalire sopra il paese di Corfino passando per Pruno, Capanne di Vibbiana e Capanne di Caprignana e, da qui, continuare a salire verso il Monte Frignone e La Ripa per chiudersi nuovamente con il Serchio di Soraggio.
La superficie del parco risulta coperta per circa il 72% del territorio da boschi, per l'11% da brughiere e praterie di crinale, un 8% è rappresentato dalle praterie al di sotto del limite vegetazionale degli alberi e un 5% e 4% sono rispettivamente rappresentati da coltivi e da incolti sterili.
Il territorio è caratterizzato da rocce che appartengono alla Falda Toscana la quale costituisce il sistema geologico delle Alpi Apuane e dell'Appennino. Le rocce presenti nella zona si sono formate milioni di anni fa in un ambiente di mare che inizialmente era poco profondo ma che con il passare del tempo si è notevolmente modificato fino a richiudersi. A causa dei cambiamenti di questo mare si sono accumulate rocce diverse che hanno dato origine a queste montagne. Questo processo è iniziato nel Triassico (248-213 milioni di anni fa).
Nell'area della riserva affiorano prevalentemente due tipi di roccia. La prima è la scaglia rossa la cui formazione è data da argilliti rosse, verdi e grigie con intercalazioni di calcareniti con abbondanti Nummuliti. La seconda invece è l'arenaria macigno che caratterizza anche il crinale dell'Appennino e si tratta di una roccia di colore grigio scuro formatasi in un mare profondo.
I rilievi carbonatici della Pania di Corfino (1603 m) e della Ripa costituiscono una delle zone carsiche minori della Toscana (11 km² contro i circa 380 km² delle Alpi Apuane e i 1200 km² dell'intera regione), tuttavia la loro esplorazione ha permesso di rilevare la presenza di oltre 100 cavità carsiche che in alcuni casi superano il chilometro di sviluppo spaziale. Al loro interno sono stati ritrovati resti faunistici, frammenti ceramici e di industria litica che vanno dall'Eoneolitico all'Età del Bronzo, del Ferro e arrivano all'epoca romana e barbarica.
A 1200 metri di altezza, situato sulla parte meridionale del Monte Orecchiella (e all'interno dell'omonima riserva), è presente il centro visitatori del parco la cui area comprende due laghetti artificiali, alcune strutture museali e recinti dove è possibile osservare caprioli, mufloni ed orsi.

### Centro Visitatori e Riserva naturale Orecchiella
Il Centro Visitatori del Parco, che si trova all'interno della Riserva Naturale Statale Orecchiella, a partire dal 2019 è gestito in convenzione con il Parco nazionale dell'Appennino Tosco-Emiliano ed opera anche come infopoint per conto di quest'ultimo. Scopo della convenzione attuata tra Carabinieri Forestali e Parco Nazionale è anche il rilancio turistico della zona, promuovere atteggiamenti eco-sostenibili e attività di educazione ambientale nonché il miglioramento delle infrastrutture esistenti..
Al centro visitatori (che non rimane aperto in maniera continuativa per tutto l'anno) oltre alla biglietteria e alle strutture di ristorazione, sono presenti due piccole strutture museali dedicate una ai rapaci (La Casa dei Rapaci) e l'altra ai mammiferi della zona (Il museo Naturalistico), in quest'ultima struttura si possono osservare dei diorama con scene di vita degli animali presenti attualmente o storicamente (lupi, orsi, cervi, caprioli, volpi etc). Esternamente ai musei ma sempre all'interno dell'area recintata del centro visitatori è presente un recinto con dei mufloni e un'ampia zona prativa con due laghetti e alcuni tavolini e panchine per pic-nic.
All'interno del Centro visitatori non è ammesso l'accesso ai cani in nessun caso. Esternamente, seguendo la breve rete sentieristica dotata di indicazioni, è possibile raggiungere il recinto con gli orsi e quello con i caprioli, un museo dedicato alla storia del territorio e "I colori della biodiversità": un piccolo giardino precedentemente conosciuto con il nome di "giardino di montagna" che offre nel periodo estivo belle e variopinte fioriture di specie perlopiù esotiche, non autoctone, quindi fuori contesto in questo territorio montano. Questo giardino che ha finalità estetiche, non è assimilabile come struttura ad un Orto Botanico e non è da confondersi con il vicino Giardino Botanico "Maria Ansaldi" Pania di Corfino.

### Riserva naturale Pania di Corfino
La riserva prende il nome dal rilievo Pania di Corfino: un Massiccio montuoso calcareo di 1603 m. La Riserva, che occupa il versante sud-est del rilievo e interessa un'area di 135 ettari, ha una forma grossomodo di una mezzaluna che occupa l'area tra l'alveo del torrente Corfino, Cima la Foce e La Bandita, le quote vanno da circa 700m fino a 1350m circa.
Al suo interno è attraversata dal sentiero CAI n° 56 che collega l'antico borgo di Corfino all'alpeggio di Campaiana.
La posizione geografica della Pania di Corfino, rivolta da un versante verso la Valle del Serchio e dall'altro verso gli Appennini, ha fatto sì che si sviluppasse una flora molto diversificata, in parte tipica degli ambienti di alta quota e in parte di tipo mediterraneo. Questo spiega anche il perché della presenza di faggi, piante legate ad un clima di tipo atlantico, e anche dei lecci, piante che sono tipiche della vegetazione mediterranea. Tra le altre specie che si possono trovare sulle praterie abbiamo la peonia, la genziana primaticcia, lo zafferano bastardo, i gigli di San Giovanni ed altre ancora. Tra le specie che crescono tra le rocce vanno citate le endemiche vedovella delle Apuane (Globularia incanescens Viv.) e ramno delle Apuane [Atadinus glaucophyllus (Sommier) Hauenschild]. Tra le specie animali è sicuramente da citare l'aquila reale che all'interno della riserva ha il suo sito di nidificazione.

### Riserva naturale Lamarossa
La Riserva Naturale Statale Lamarossa interessa una superficie di 167 ettari lungo i rilievi dell'Appennino lucchese con boschi a dominanza di faggio e piccole torbiere, le quote vanno circa da 1200m a 1400m.
La peculiarità della riserva è costituita dalla presenza di numerose sorgenti tra cui quella di Lamarossa, dai cui la riserva prende il nome, e una zona umida di notevole interesse naturalistico con specie relitte glaciali ed interessanti dal punto di vista fitogeografico. La sorgente e la torbiera sono ubicate sul margine della riserva stessa, in questi ambienti umidi si ritrovano l'endemica pinguicola di Cristina (Pinguicula christinae Peruzzi & Gestri), la viola palustre, la genziana porporina (Gentiana purpurea L.), la genzianella stellata, i pennacchi e lo sfagno. Quest'ultimo si ritrova qui con varie specie:
- Sphagnum magellanicum
- Sphagnum subsecundum
- Sphagnum palustre
- Sphagnum nemoreum
- Sphagnum subnitens

All'interno della riserva troviamo anche altre specie erbacee oltre alle succitate, ad esempio le specie nemorali a fioritura precoce tipiche della faggeta tra le quali: l'anemone dei boschi, la scilla, la sassifraga a foglie rotonde (Saxifraga rotundifolia L.), e l'acetosella dei boschi.
La riserva è attraversata dal sentiero CAI n° 66 che collega il Centro Visitatori alla Sella di Lamarossa, qui il sentiero si ricongiunge con iln°64 che prosegue verso il Monte Bocca di Scala e il Monte Vecchio.

## Flora

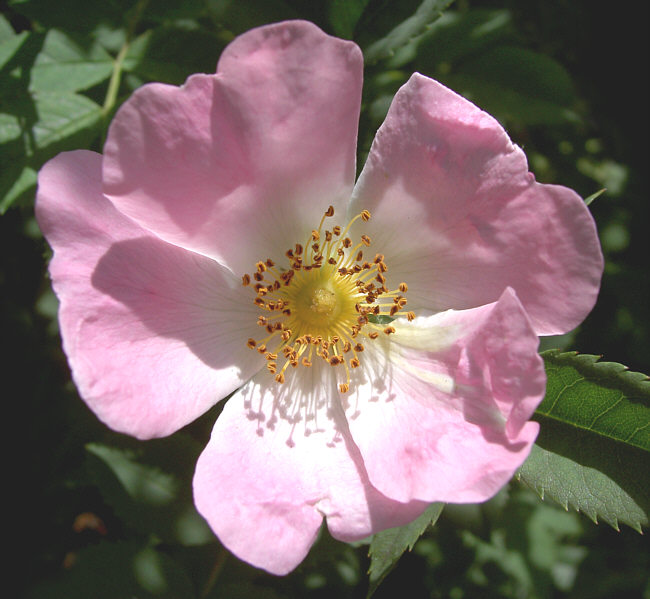
La Rosa Canina

Nell'area protetta del parco vivono numerose specie vegetali. Le faggete dell'Orecchiella occupano una fascia compresa tra i 1200 metri di altitudine e il limite superiore della vegetazione della zona(1600 - 1700 metri). Il tipo di bosco più diffuso fino a 800 - 1000 metri è il castagneto, si possono trovare anche boschi di cerro e incontrare specie come il nocciolo, l'orniello, il maggiociondolo, il carpino bianco, l'acero montano, la betulla, il sorbo montano e il leccio.
L'importante presenza delle conifere è dovuta all'opera di rimboschimento che il Corpo Forestale delle stato ha portato avanti nel tempo: tra le specie più rappresentative si possono trovare l'abete rosso, la douglasia, il pino nero, il pino silvestre e il larice.
Molto importante per l'alimentazione di numerosi animali selvatici è la diffusa presenza del prugnolo, del ginepro, del corniolo e del sorbo degli uccellatori. Tra la ricca vegetazione si estendono anche brughiere di mirtilli e tra gli arbusti si trovano la rosa canina, le dafne, il biancospino e il raro ciliegio canino. Ricca di specie preziose è anche la vegetazione erbacea come la peonia, il rododendro, la primula appenninica (Primula apennina Widmer) o il geranio argenteo.
In alcuni luoghi prevalentemente umidi, come ad esempio la torbiera di Lamarossa si possono trovare specie vegetali come la calta palustre, la genziana porporina, il botton d'oro e la genzianella stellata.

## Fauna

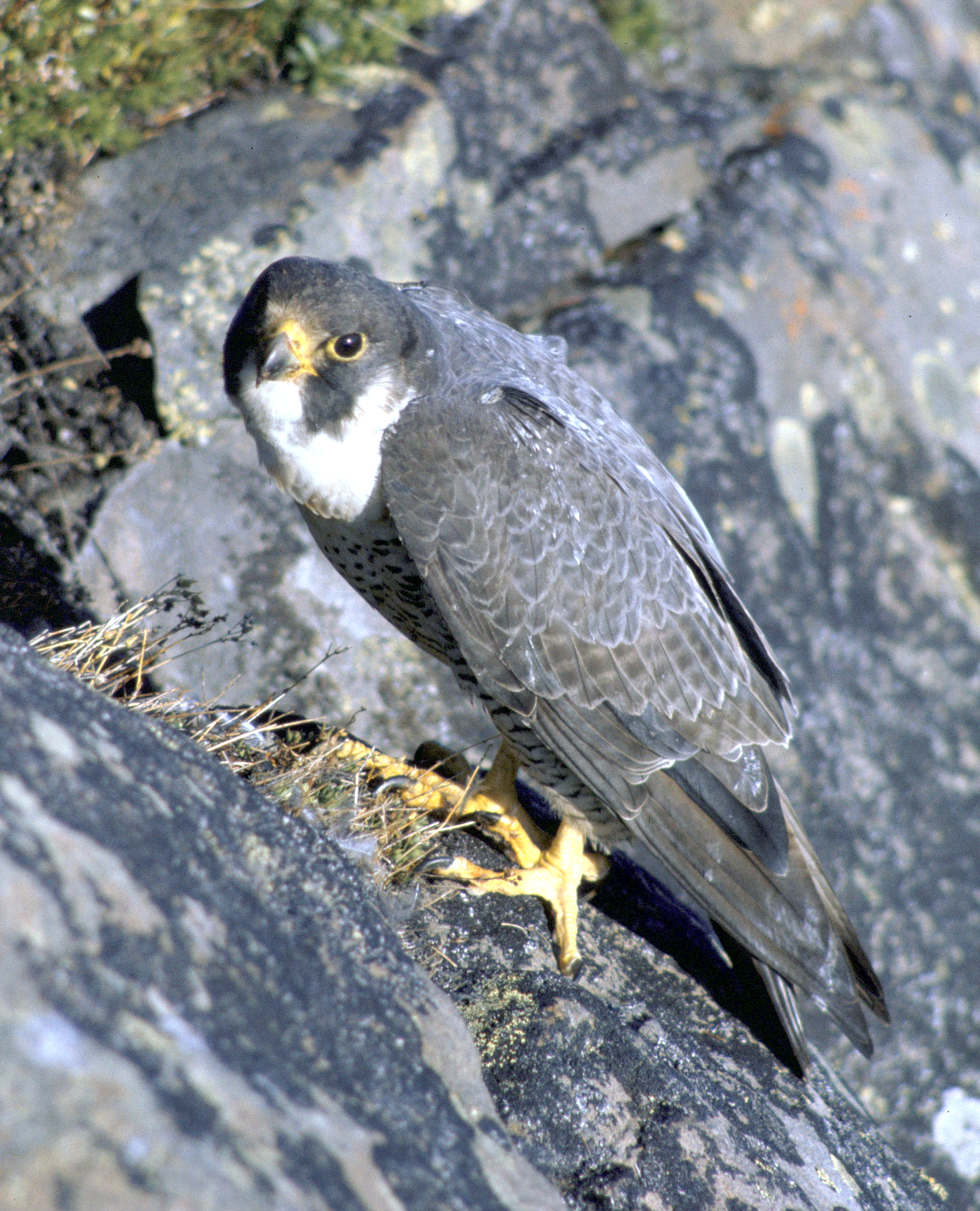
Il falco pellegrino

Grazie al processo di salvaguardia e di reinserimento di numerose specie, il parco Naturale dell'Orecchiella vanta una quantità ragguardevole di specie differenti.
Oltre 120 le specie di uccelli di cui 85 risultano nidificati. Tra questi è possibile osservare rapaci diurni come il gheppio, la poiana, lo sparviere e l'aquila reale, mentre tra quelli notturni troviamo la civetta, l'allocco, il gufo comune e il gufo reale. Quando avvengono le migrazioni stagionali è possibile vedere anche il falco pellegrino e il lanario o specie che si fermano per la riproduzione come la quaglia o il succiacapre. Altre presenze sono quelle del picchio muraiolo, del sordone e del codirossone, della starna e della pernice rossa.
Per quanto riguarda gli animali di terra viene riservata grande importanza alle popolazioni di ungulati quali cervi, caprioli, cinghiali e mufloni. Tra i carnivori compaiono la martora, la faina, la donnola, il tasso, la volpe e infine il lupo. Molto comuni sono inoltre il ghiro, lo scoiattolo, il moscardino, la lepre e la marmotta.
Numerose e diversificate le specie degli insetti così come numerose specie di anfibi, rettili e le trote che si riproducono nelle acque degli innumerevoli torrenti presenti nel territorio.
Di interesse sono i recinti creati a scopo di intrattenimento dove oltre a mufloni e caprioli si possono osservare altri animali tra i quali alcuni esemplari di orso bruno (che fino a tre secoli fa popolava le terre della Garfagnana)
.

## Punti di interesse

### Giardino Botanico "Maria Ansaldi" Pania di Corfino
Istituito nel 1984 per iniziativa della Comunità Montana della Garfagnana, è situato a 1370 metri s.l.m. sull'omonimo gruppo montuoso sopra la località Isera e occupa una superficie di circa un ettaro.
Suddiviso in sezioni specifiche create secondo criteri corologici piuttosto che tassonomici, riproduce la vegetazione di alcuni ambienti tipici degli Appennini e delle Alpi Apuane.
Il Giardino è dotato anche di una collezione xilologica composta da sezioni longitudinali e trasversali del fusto di varie specie arboree presenti nel territorio della Garfagnana. La raccolta riveste notevole interesse ai fini didattici.

## Attività
Nel Parco dell'Orecchiella, oltre alla visita delle strutture del Centro Visitatori e del Giardino Botanico Maria Ansaldi Pania di Corfino, è possibile intraprendere una serie di passeggiate ed escursioni di varie lunghezze e difficoltà grazie alla fitta rete escursionistica presente. Oltre ai sentieri CAI sono infatti presenti i sentieri della domenica e i sentieri Airone. I primi furono creati dal Corpo Forestale dello Stato e sono costituiti da 6 itinerari tematici ad anello con partenza e arrivo al Centro visitatori, sono segnati ognuno con un cerchio di colore differente e quasi tutti hanno percorrenze brevi e non presentano particolari difficoltà. I sentieri Airone invece, segnati con il caratteristico trifoglio giallo in campo azzurro, sono 3 itinerari istituiti nel 1985 su iniziativa della rivista Airone, del Corpo Forestale e della Comunità Montana della Garfagnana. I tre percorsi (Airone 1, Airone 2 e Airone 3) come i sentieri della domenica ricalcano parzialmente o totalmente la sentieristica CAI già presente, ma questi hanno percorrenze più lunghe e risultano più impegnativi rispetto ai sentieri della domenica.
Dal centro visitatori è possibile anche prendere il sentiero del Fontanone, si tratta di un percorso facilitato a bassa pendenza, ristrutturato per essere percorso dalle carrozzine.
Nel parco vengono inoltre compiuti importanti studi sul comportamento delle varie specie e sul passato della zona sia per quanto riguarda l'aspetto geo-morfologico, sia per i ritrovamenti archeologici che sono stati fatti.

### Il progetto Orecchiella
A seguito di ricerche effettuate a partire dagli anni '70 sul territorio della riserva naturale dell'Orecchiella da parte di studiosi locali e del Dipartimento di Scienze Archeologiche dell'Università di Pisa, nel gennaio 2001 nacque il Progetto Orecchiella, frutto della collaborazione tra il Dipartimento, la Comunità Montana della Garfagnana, la Provincia di Lucca e il Corpo Forestale dello Stato. Il progetto prevedeva di svolgere indagini dettagliate su un territorio privilegiato per lo studio delle variazioni del clima e dell'ambiente su un arco temporale di circa 50000 anni. Più nello specifico il progetto prevedeva ricerche di superficie incentrate nell'area dell'Orecchiella e in zone Appenniniche limitrofe, catalogazione e studio del materiale archeologico, cartografazione dei siti individuati tramite GIS.
Lo scopo finale di tali ricerche era di ricostruire i modi e i tempi di una eventuale frequentazione preistorica all'interno della zona analizzata affrontando le problematiche paletnologiche dell'area. I temi di ricerca sviluppati furono, tra gli altri, quello dello sfruttamento delle materie prime, il rapporto tra insediamenti e font di selce, le piste preistoriche e le strategie di sussistenza.
Gli scavi archeologici del progetto diedero i loro frutti: nuovi importanti giacimenti furono infatti ritrovati nel corso del 2001, tra questi un insediamento del Mesolitico antico (Sauveterriano) nelle vicinanze del Rifugio Miramonti ed una stazione del Neolitico antico a circa 700m da questo. Questo secondo e più recente insediamento risulta interessante per due motivi: da un lato sono rare le documentazioni di presenze neolitiche in Garfagnana e dall'altro rappresenta la prima segnalazione per l'area di un sito a quota elevata.
Sempre nel corso del 2001, a partire dal mese di maggio, è stato dato il via allo scavo del sito de La Greppia II, un'area posta a circa 1200m di quota nel comune di San Romano in Garfagnana, scoperta da Paolo Notini in seguito a lavori che avevano restituito manufatti preistorici ai margini di una faggeta. Sono state così riportate alla luce lame, lamelle, schegge non ritoccate e nuclei tipici di una facies di officina per la scheggiatura della selce proveniente da affioramenti vicini. Gli strumenti ritrovati, risalenti alla fase finale dell'Epigravettiano con aspetti di transizione verso il Mesolitico antico (Sauveterriano), hanno permesso di stabilire una presenza stagionale e non occasionale dell'area: sono presenti infatti armature per la caccia (lamelle e grattatoi utilizzati per la raschiatura o il taglio di ossa, legno, pelli etc). L'elevata concentrazione di scarti di lavorazione, soprattutto di dimensioni inferiori ai 5 mm, la presenza di schegge e lame corticali, di nuclei e di prodotti a faccia piana di ripreparazione della superficie di scheggiatura testimoniano la lavorazione della materia prima in loco, dalle prime operazioni di sbozzatura del materiale grezzo alle fasi di pieno débitage. Il sito presenta grande interesse perché ha permesso di documentare per la prima volta per la Toscana settentrionale, una fase del Paleolitico superiore precedentemente non segnalata.
Nel corso del 2002 vicino Sella di Campaiana è stata invece rinvenuta un'industria litica risalente all'Eneolitico, caratterizzata da lame in selce emiliana di buona qualità.